# Héctor Simón
Héctor Simón Escudero es un exfutbolista español. Nació en Llansá el 13 de marzo de 1984. Desde 2024 es entrenador del Unió Esportiva Figueres.

## Características
Se trata de un centrocampista ofensivo, de gran técnica y con llegada, que aunque tiene como puesto natural el de mediapunta se adapta a todas las posiciones del centro del campo; una polivalencia que ha sido clave en su carrera futbolística.

## Biografía
Héctor Simón es un jugador catalán de  1,79 metros de altura, comenzó su andadura futbolística en el UE Figueres, desde donde marchó a un RCD Espanyol con el que llegó a debutar en Primera División de la mano de Javier Clemente, pero el que realmente apostó por él fue Luis Fernández. De ahí se fue cedido al Racing de Ferrol, donde un desgraciado accidente frenó su gran proyección. Simón se fracturaba el atlas (la primera vértebra cervical) al lanzarse a la piscina del hotel de concentración del Racing de Ferrol, algo que estuvo a punto de costarle la vida o impedirle hacerla de manera normal, pero que finalmente pudo superar sin secuelas, con un gran afán de superación y muchos días entrenando en soledad y con el apoyo de su familia. Tras más de dos años alejado de los campos, reaparecía en febrero del año pasado en un partido de Copa Federación con el RCD Espanyol.
En 2008 militaba en el Girona FC de Segunda División, aunque no ha tenido muchas oportunidades y tan solo ha jugado cuatro partidos de liga y dos de copa; y fue dado de baja por el club para poder inscribir al japonés Ibusuki Hiroshi, recientemente fichado por el conjunto catalán, donde en el mercado de invierno fue cedido a la Cultural Leonesa.
La temporada 2009/2010 jugó en el Girona, pero ante la falta de minutos decidió emigrar al Benidorm CF en el mercado invernal.
El jugador gerundense llegó a un acuerdo para realizar la pretemporada con el Club Deportivo Castellón en vistas a la temporada 2010/2011, con el que finalmente quedó ligado el 13 de agosto.
Fichó por el Centre d'Esports Sabadell la temporada 2011/2012. En enero de 2013, durante el mercado invernal, se incorporó a la disciplina del histórico club asturiano Real Oviedo, de la Segunda División B, donde jugó hasta 2014, cuando fichó por el Olot, de la misma categoría.

## Clubes
| Club                     | País   | Temporada | Partidos | Goles |    |   |
| ------------------------ | ------ | --------- | -------- | ----- | -- | - |
| RCD Espanyol B           | España | 2002-2003 | 17       | 7     |    |   |
| RCD Espanyol B           | España | 2003-2004 | 22       | 2     |    |   |
| RCD Espanyol             | España | 2003-2004 | 9        | 0     | 0  | 0 |
| RCD Espanyol B           | España | 2004-2005 | 36       | 5     |    |   |
| Racing de Ferrol         | España | 2005-2006 | 14       | 1     | 3  | 0 |
| RCD Espanyol B           | España | 2006-2007 | 0        | 0     | 0  | 0 |
| RCD Espanyol B           | España | 2007-2008 | 9        | 0     | 4  | 0 |
| Girona FC                | España | 2008-2009 | 5        | 0     | 1  | 0 |
| Cultural Leonesa         | España | 2008-2009 | 14       | 0     | 3  | 0 |
| Girona FC                | España | 2009-2010 | 1        | 0     | 0  | 0 |
| Benidorm Club Deportivo  | España | 2010      | 7        | 0     | 2  | 0 |
| Club Deportivo Castellón | España | 2010-2011 | 34       | 4     | 9  | 0 |
| CE Sabadell              | España | 2011-2012 | 32       | 1     | 10 | 1 |
| Real Oviedo              | España | 2012-2014 | 48       | 2     |    |   |
| UE Olot                  | España | 2014-2021 | 168      | 29    |    |   |